# The Precipice: Existential Risk and the Future of Humanity
The Precipice: Existential Risk and the Future of Humanity (em português: O Precipício: Risco Existencial e o Futuro da Humanidade) é um livro de não ficção de 2020 escrito pelo filósofo australiano Toby Ord, pesquisador sênior do Future of Humanity Institute em Oxford. Ele argumenta que a humanidade enfrenta riscos sem precedentes nos próximos séculos e examina o significado moral de proteger o futuro da humanidade.

## Resumo

### O Precipício
Ord argumenta que a humanidade está em um período excepcionalmente perigoso em seu desenvolvimento, que ele chama de Precipício. Começando com o primeiro teste de bomba atômica em 1945, o Precipício é caracterizado por uma capacidade destrutiva sem precedentes, aliada a uma sabedoria e restrição inadequadas. Ord prevê que o Precipício provavelmente não durará mais do que alguns séculos, pois a humanidade desenvolverá rapidamente o autocontrole necessário ou sucumbirá ao risco de catástrofe que se acumula rapidamente. Ord estima que a Crise dos Mísseis de Cuba em 1962, que os líderes da época acreditavam ter de 10% a 50% de chance de causar uma guerra nuclear, foi o mais próximo que a humanidade chegou da autodestruição em seus 200.000 anos de história.

### Catástrofe existencial e risco existencial
Ord usa os conceitos de catástrofe existencial e risco existencial, citando as definições de Nick Bostrom. A catástrofe existencial refere-se à destruição do potencial de longo prazo da humanidade, enquanto o risco existencial refere-se à probabilidade de um determinado perigo levar à catástrofe existencial. A extinção humana é um mecanismo de catástrofe existencial, mas outros podem ser imaginados, como a distopia totalitária permanente. Esse conceito de catástrofe existencial é estritamente definido como uma perda permanente e irreversível de potencial; por exemplo, mesmo um desastre que matasse a maioria dos seres humanos não seria uma catástrofe existencial de acordo com essa definição, desde que os sobreviventes acabassem se recuperando e retomassem o progresso científico e tecnológico. Ord examina as imensas implicações morais da catástrofe existencial a partir de várias perspectivas: a catástrofe existencial trairia simultaneamente tudo o que os humanos do passado construíram, causaria grandes danos aos humanos existentes na época e cortaria a possibilidade de um vasto futuro florescendo entre as estrelas.

### Cenário de risco
A Ord estima um risco total de 1 em 6 de uma catástrofe existencial ocorrer no próximo século. Isso inclui um risco existencial relativamente insignificante de catástrofes naturais, como impactos de asteroides, mas é esmagadoramente dominado pelo risco existencial antropogênico (causado pelo homem). A Ord estima que o risco existencial associado à inteligência artificial geral seja de 1 em 10 no próximo século, maior do que todas as outras fontes de risco existencial combinadas. Outros riscos existenciais antropogênicos incluem guerra nuclear, pandemias projetadas e mudanças climáticas.

### Resposta
Ord afirma que a humanidade gasta menos de 0,001% do produto mundial bruto em intervenções direcionadas de redução de risco existencial. Ele argumenta que a motivação para financiar essas intervenções é limitada pela coordenação global insuficiente, que poderia ser melhorada por meio de instituições globais especializadas. Além disso, intervenções como a governança de tecnologias emergentes perigosas podem exigir inerentemente uma maior coordenação global. Ord descreve uma série de recomendações de políticas e pesquisas destinadas a reduzir o risco existencial. Ele também explora várias maneiras pelas quais as pessoas podem contribuir para a redução do risco existencial, como selecionar carreiras de alto impacto, fazer doações efetivas e contribuir para uma conversa pública sobre o assunto.

## Recepção
Uma resenha no Evening Standard chamou The Precipice de “uma contribuição surpreendente e rigorosa”. No The Spectator, Tom Chivers chamou The Precipice de “um livro poderoso, escrito com o olhar de um filósofo para os contra-argumentos, de modo que ele possa enfrentá-los com antecedência. E o amor de Ord pela humanidade e a esperança em seu futuro são contagiantes, assim como seu espanto com o quão perto chegamos de destruí-la".
Escrevendo no The Sunday Times, o jornalista e autor Bryan Appleyard expressou ceticismo em relação a algumas das filosofias morais do livro, afirmando: “Duvido que ele possa redirecionar a humanidade para longe de seus caminhos autodestrutivos”, mas acabou elogiando o livro, chamando-o de “denso e muitas vezes escrito de forma emocionante” e destacando a análise de Ord sobre a ciência como “exemplar”. O crítico Steven Carroll, do The Sydney Morning Herald, chamou-o de autoritário e acessível.
Uma resenha publicada no The New Yorker em abril de 2020, durante a pandemia de COVID-19, observou que o livro parecia “feito para o momento atual” e disse que “os leitores podem achar as seções que argumentam por que a humanidade merece ser salva e por que estamos equipados para enfrentar os desafios ainda mais cativantes do que a variedade de cataclismos em potencial”.